# Hoechst (барвник)

Хімічна структура барвника

Барвник Hoechst  є частиною синіх флуоресцентних барвників, які використовуються для фарбування ДНК. Ці біс-бензиміди спочатку були розроблені компанією  Hoechst AG , яка пронумерувала всі їхні сполуки так, що барвник Hoechst 33342 став 33342-ю сполукою, виробленою компанією. Існує три споріднені барвники Hoechst: Hoechst 33258, Hoechst 33342 і Hoechst 34580. Барвники Hoechst 33258 і Hoechst 33342 є найпоширенішими, і вони мають подібні спектри збудження та випромінювання.

## Молекулярні характеристики

Спектри збудження–випромінювання барвників Hoechst

Обидва барвники (Hoechst 33258 і Hoechst 33342) збуджуються ультрафіолетовим світлом при 350  нм, і обидва випромінюють фіолетово-блакитне флуоресцентне світло навколо максимуму спектру випромінювання при 461 нм. Незв'язаний барвник має максимум флуоресценції в діапазоні 510—540 нм. Мічення Hoechst можна збуджувати за допомогою ксенонової або ртутної дугової лампи чи ультрафіолетового лазера. Існує значний стоксів зсув між спектрами збудження та випромінювання, що робить барвники Hoechst корисними в експериментах із використанням кількох флуорофорів. Інтенсивність флуоресценції барвників Hoechst також збільшується з рН розчинника.
Барвники Hoechst розчинні у воді та в органічних розчинниках, таких як диметилформамід або диметилсульфоксид. Можна використовувати концентрацію до 10 мг/мл. Водні розчини стабільні при 2–6 °C протягом щонайменше шести місяців у захищеному від світла місці. Для тривалого зберігання розчини заморожують при температурі -20 °C або нижче.
Барвники зв'язуються з малою борозенкою дволанцюгової ДНК, віддаючи перевагу послідовностям, багатим аденіном і тиміном. Хоча барвники можуть зв'язуватися з усіма нуклеїновими кислотами, дволанцюгові послідовності ДНК, багаті на аденін і тинін, значно посилюють флуоресценцію. Барвники Hoechst є проникними у клітини і можуть зв'язуватися з ДНК у живих або фіксованих клітинах. Мічення живих клітин відбувається так, що клітини виживають після обробки цими сполуками. Клітини, які експресують специфічні АТФ-зв'язувальні касетні транспортні білки, також можуть активно транспортувати ці мічення зі своєї цитоплазми.

## Особливості барвника

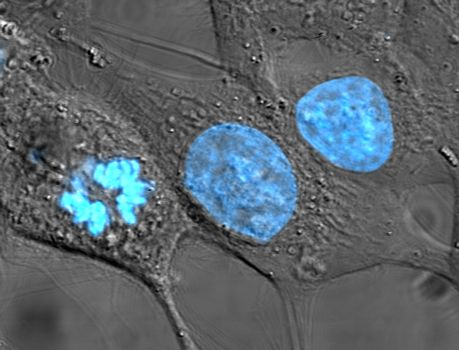
Трансмісійне зображення клітин HeLa фарбуванням Hoechst 33258 (синій). Крайня ліва клітина в стадії прометафази мітозу, його хромосоми яскраво флуоресціюють, тому що вони містять дуже ущільнену ДНК

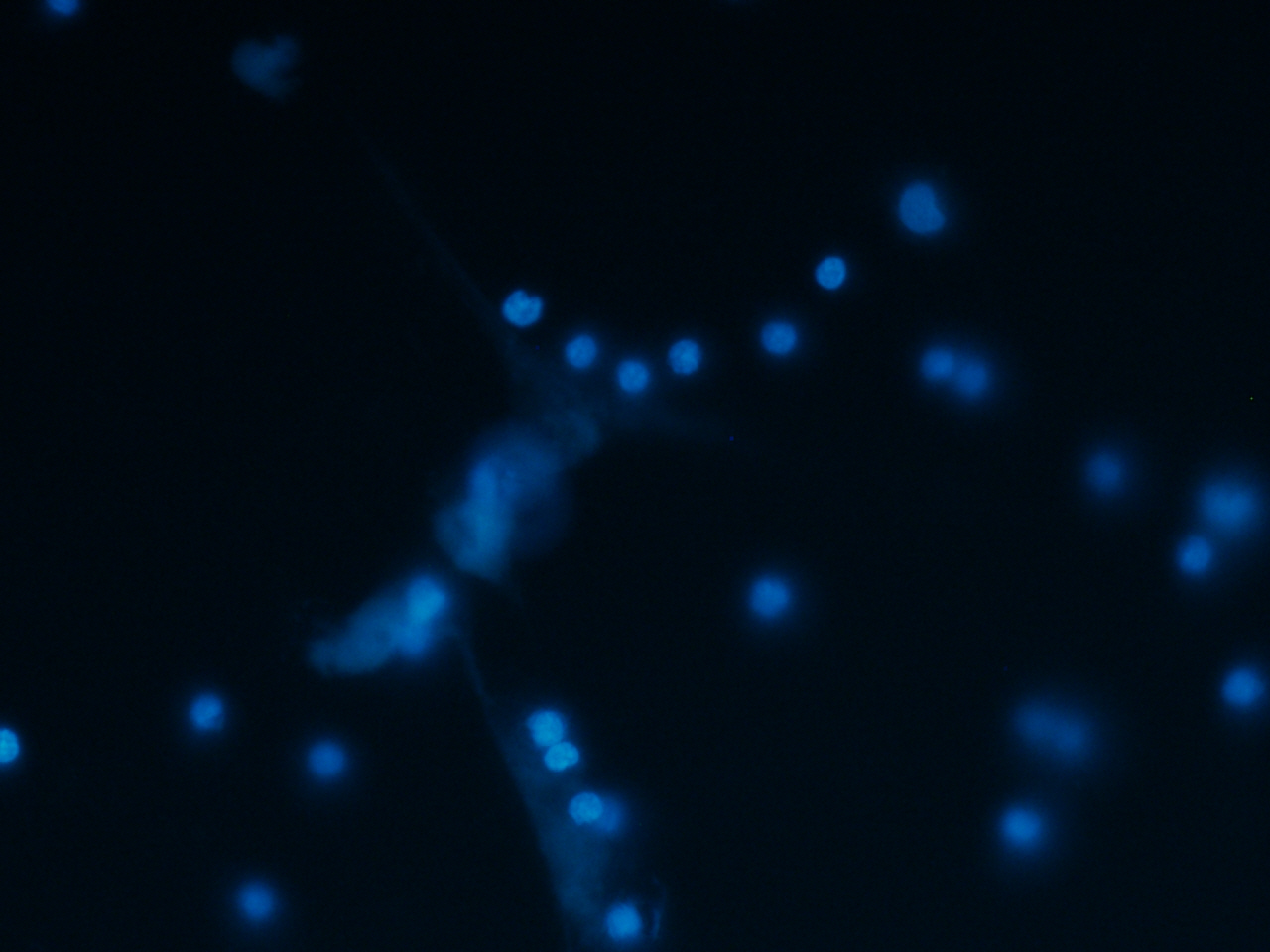
Флуоресцентне зображення культивованих нейтрофілів, виділених із венозної крови людини з хворобою Альцгеймера. Зразок обробили барвником Hoechst 33342, який використовується для фарбування ДНК. На малюнку показано виділення ДНК нейтрофілом у вигляді туманної ділянки в центрі поля зору, що вказує на спонтанну активацію утворення позаклітинних пасток нейтрофілів у пацієнтів, що зазвичай не спостерігається у здорових партнерів

Концентрація 0,1–12 мкг/мл зазвичай використовується для фарбування ДНК бактерій або еукаріотних клітин. Клітини фарбують протягом 1-30 хв при кімнатній температурі або 37 °C, а потім промивають для видалення надлишків барвника. Зелена флуоресценція незв'язаного барвника Hoechst може спостерігатися на зразках, які забарвлені занадто великою кількістю барвника або частково вимиті. Барвники Hoechst часто використовуються як замінники іншої фарби нуклеїнової кислоти під назвою DAPI.
Відмінності між барвниками Hoechst і DAPI наступні. Барвники Hoechst менш токсичні, ніж DAPI, що забезпечує більш високу життєздатність пофарбованих клітин. Додаткова етильна група в деяких барвниках Hoechst (Hoechst 33342) робить їх більш проникними для клітин. Hoechst 33342 і 33258 гасять бромдезоксиуридин (англ. BrdU), який зазвичай використовується для виявлення клітин, що діляться. Hoechst 33342 має в 10 разів більшу проникність для клітин, ніж Hoechst 33258. Клітини можуть інтегрувати BrdU у щойно синтезовану ДНК як замінник тимідину. Коли BrdU інтегрується в ДНК, передбачається, що бром деформує малу борозенку так, що барвники Hoechst не можуть досягти свого оптимального місця зв'язування. Зв'язування барвників Hoechst сильніше з BrdU-заміщеною ДНК, однак флуоресценції не виникає. Барвники Hoechst можна використовувати з BrdU для моніторингу прогресування клітинного циклу.
Барвники Hoechst зазвичай використовуються для фарбування геномної ДНК у таких випадках:
- флуоресцентна мікроскопія та імуногістохімія, часто з іншими флуорофорами;
- проточна цитометрія для підрахунку або сортування клітин (використання барвників Hoechst для аналізу кількости клітин популяції в якій фазі клітинного циклу);
- виявлення ДНК у присутності РНК в агарозних гелях;
- автоматизоване визначення ДНК;
- сортування хромосом[6].

Барвник також використовується для дослідження гемопоетичних і ембріональних стовбурових клітин. Оскільки ці клітини здатні ефективно виводити барвник, їх можна виявити за допомогою проточної цитометрії в так званій побічній популяції. Це робиться пропусканням флуоресценції, випромінюваної збудженим хохстом, через червоний і синій фільтри та нанесення червоного та синього флуоресценцій один на одного.

## Токсичність і безпека
Оскільки фарби Hoechst зв'язуються з ДНК, вони перешкоджають реплікації ДНК під час поділу клітин. Отже, вони є потенційно мутагенними та канцерогенними, тому слід бути обережними при поводженні з ними та утилізації. Фарба Hoechst використовується для сортування сперми худоби та людей.